# Real Academia Sueca de Ciencias de la Guerra
La Real Academia Sueca de Ciencias de la Guerra (en sueco: Kungliga Krigsvetenskapsakademien), fundada el 12 de noviembre de 1796 por Gustaf Wilhelm af Tibell, es una de las Academias Reales de Suecia. La Academia es una organización independiente y un foro para asuntos militares (ejército y fuerza aérea) y de defensa. La membresía está limitada a 160 asientos menores de 62 años.

## Presidentes
- 1799-1800: Per Ulrik Lilliehorn
- 1904-1906: Richard Berg
- ????-????: Gustaf Uggla
- ????-????: Hermann Wrangel
- ????-????: Gustaf Dyrssen
- 1927-1929: Henning von Krusenstierna
- 1929-1931: Bror Munck
- 1931-1933: Carl Gustaf Hammarskjöld
- 1933-1935: Carl Fredrik Riben
- 1935-1937: Ludvig Hammarskiöld
- 1937-1939: Oscar Nygren
- 1939–1941: Otto Lybeck
- 1941–1943: Lennart Lilliehöök
- 1943-1945: Erik Testrup
- 1945-1947: Archibald Douglas
- 1948-1949: Bengt Nordenskiöld
- 1949–1951: Helge Strömbäck
- 1951-1953: Birger Hedqvist
- 1953-1955: Stig Hïson Ericson
- 1955-1957: Axel Ljungdahl
- 1957-1959: Ivar Gewert
- 1959–1961: ?
- 1961-1963: Rudolf Kolmodin
- 1963-1965: Bert Carpelan
- 1965-1969: ?
- 1969-1971: Carl Eric Almgren
- 1971-????: Stig Norén
- 1975-1977: Ove Ljung
- 1977-1979: Dick Stenberg
- 1979-1982: Gunnar Thyresson
- 1982-1985: Gunnar Eklund
- 1985-1988: Per Sköld
- 1988-1991: Sven-Olof Olson
- 1991-1996: Carl-Olof Ternryd
- 1996-1999: Peter Nordbeck
- 1999-2002: Jörn Beckmann
- 2002-2006: Erik Norberg
- 2007-2010: Bo Huldt
- 2010-2014: Frank Rosenius
- 2014-2018: Mikael Odenberg
- 2018-2022: Sverker Göranson
- 2018-presente:  Björn von Sydow

## Miembros notables
- Karl Amundson
- Magnus Ranstorp
- Mertil Melin
- Frederik Due (miembro honorario)
- Olof Thörnell (miembro honorario)